# Платіжний процесинг
Платіжний процесинг — діяльність з обробки інформації, використовуваної при здійсненні платіжних операцій. Таку діяльність здійснюють процесингові центри (провайдери платіжних сервісів). Найбільш широке поширення процесинг-сервіси отримали в наступних галузях:
- процесинг електронних платежів;
- процесинг пластикових карт.

Процесинг слід розділяти на банківський, пов'язаний з обслуговуванням операцій за картками міжнародних і локальних платіжних систем, і небанківський. Банківський процесинг — емісія і /або еквайринг банківських карт. Приплив іноземних банків в країну також сприяє збільшенню емісії міжнародних банківських карт і підвищенню попиту на процесингові послуги.
Небанківський процесинг, що обслуговує такі операції, як прийом регулярних платежів (стільниковий зв'язок, Інтернет, цифрове телебачення, комунальні послуги та ін.), грошові перекази, а також новий напрямок — небанківські карти (соціальна, транспортна, подарункова, бензинова, лояльності).